# 3731 Hancock
3731 Hancock è un asteroide della fascia principale del diametro medio di circa 49,28 km. Scoperto nel 1984, presenta un'orbita caratterizzata da un semiasse maggiore pari a 3,2252054 UA e da un'eccentricità di 0,1227378, inclinata di 21,52539° rispetto all'eclittica.